# Los Sauces (Guerrero)
Los Sauces es una localidad del estado mexicano de Guerrero. Es parte del municipio de Teloloapan.

## Demografía
| Gráfica de evolución demográfica |
|                                  |

| Censo | Población |
| ----- | --------- |
| 1910  | 670       |
| 1921  | 760       |
| 1930  | 903       |
| 1940  | 1 011     |
| 1950  | 1 377     |
| 1960  | 1 720     |
| 1970  | 1 980     |
| 1980  | 1 815     |
| 1990  | 1 590     |
| 2000  | 1 173     |
| 2010  | 1 141     |
| 2020  | 1 121     |